# Бланке, Жан-Мишель
Жан-Мише́ль Бланке́ (фр. Jean-Michel Blanquer; род. 4 декабря 1964, Париж) — французский юрист и политик, министр национального просвещения (2017—2022).

## Биография
Получил степень магистра философии в университете Париж 1 Пантеон-Сорбонна, диплом углублённого изучения наук (DEA) по политологии в парижском Институте политических исследований, а также диплом DEA по праву в университете Пантеон-Ассас. Преподавал в Турском университете, затем был профессором публичного права в Лилльском Институте политических исследований. В 2004 году возглавил систему высшего образования в Гвиане (Académie de la Guyane), в 2007 году — систему высшего образования нескольких департаментов региона Иль-де-Франс с резиденцией в городе Кретей (Académie de Créteil). С 2006 года работал в аппарате министра высшего образования Жиля де Робьена, в 2009—2012 годах являлся генеральным директором системы школьного образования Франции при министре национального образования Люке Шателе. В июне 2013 года стал генеральным директором Высшей школы экономических и коммерческих наук.

### Работа в правительствах
17 мая 2017 года получил портфель министра национального просвещения в правительстве Эдуара Филиппа.
8 июня 2017 года в интервью изданию Le Parisien заявил о намерении вернуться с 2017—2018 учебного года к практике оставления на второй год неуспевающих учеников, которая была прекращена в 2015 году.
21 июня 2017 года сохранил прежнюю должность при формировании второго правительства Филиппа.
16 октября 2018 года в результате серии перестановок во втором правительстве Филиппа получил в своё ведение дополнительно функции министра по делам молодёжи.
6 июля 2020 года получил портфель министра национального просвещения, молодёжи и спорта в сформированном после отставки Эдуара Филиппа правительстве Кастекса (Роксана Марасиняню, занимавшая в правительстве Филиппа должность министра спорта, стала министром-делегатом спорта в подчинении Бланке).
28 сентября 2020 года выступил с предложением обусловить допуск учащихся в учебные заведения обязательным требованием одеваться «правильно» или «в республиканском стиле». Это выражение вызвало дискуссии в правовом контексте, поскольку в буквальном смысле его можно понять как требование не нарушать действующих нормативных актов о внешнем виде в общественных местах, то есть не скрывать лицо и не обнажаться чрезмерно.
16 октября 2020 года Франция была шокирована убийством в Конфлан-Сент-Онорин, где преподаватель коллежа был обезглавлен вечером на улице. В рамках своего курса свободы самовыражения он демонстрировал ученикам на занятиях карикатуры на пророка Мухаммеда, и 5 октября группа родителей подала против него судебный иск. 17 октября Бланке принял представителей преподавательского персонала и родителей учеников, заявив им, что объектом нападения стала сама Республика, и что «наше единство и наша твёрдость — единственный ответ на чудовищность исламистского терроризма».
20 мая 2022 года сформировано правительство Элизабет Борн, в котором Бланке не получил никакого назначения.

## Награды
- Кавалер ордена Почётного легиона (2011)[12].
- Кавалер ордена «За заслуги» (2008)[13].
- Командор ордена Академических пальм[14].
- Кавалер Большого креста ордена Святого Карлоса (Колумбия, 2019)[15].